# Ubiratan Esporte Clube
El Ubiratan Esporte Clube es un equipo de fútbol de Brasil que juega en el Campeonato Sul-Matogrossense de Segunda División, la segunda categoría del estado de Mato Grosso del Sur.

## Historia
Fue fundado el 5 de noviembre de 1947 en la ciudad de Dourados del estado de Mato Grosso del Sur como parte de los equipos aficionados que participaban en los torneos del estado de Mato Grosso antes de la creación del estado de Mato Grosso del Sur en 1979.
Posteriormente como equipo de un nuevo estado y una nueva liga se volvió profesional, participa en el Campeonato Brasileño de Serie B por primera vez en 1986 en donde terminó en séptimo lugar del su grupo entre 10 equipos, así como en el Campeonato Brasileño de Serie C dos años después en donde terminó en el lugar 22 entre 43 equipos; aunque sus mejores años han sido en la década de los años 1990, donde participa en el Campeonato Brasileño de Serie C en 1990, y gana el título del Campeonato Sul-Matogrossense por primera vez, con lo que fue el primer equipo del interior del estado de Mato Grosso del Sur en ser campeón estatal.
Por ser campeón estatal logra la clasificación al Campeonato Brasileño de Serie B y a la Copa de Brasil de 1991. En la segunda división nacional terminó en último lugar del Grupo 7 en el que solo ganó un partido de 14 que jugó, mientras que en la Copa de Brasil fue eliminado en la primera ronda por el Criciúma EC del estado de Santa Catarina con marcador de 2-5.
En 1998 es campeón estatal por segunda ocasión en la edición con mayor cantidad de participantes en la historia del torneo, donde participaron 21 equipos, con lo que logra la clasificación para el Campeonato Brasileño de Serie C y la Copa de Brasil de 1999, en donde en la tercera división nacional termina en último lugar del Grupo 6 en el que terminó con tres puntos y sin victorias, mientras en la Copa de Brasil es eliminado en la primera ronda por el SC Corinthians Paulista del estado de Sao Paulo por marcador global de 1-8. En ese año es campeón estatal por tercera vez y segunda de manera consecutiva, esta vez de manera invicta, y clasifica a la Copa de Brasil del 2000.
En la Copa de Brasil es eliminado por el Sinop Futebol Clube del estado de Mato Grosso con marcador de 1-6.

## Palmarés
- Campeonato Sul-Matogrossense: 3

1990, 1998, 1999
- Campeonato Sul-Matogrossense de Segunda División: 1

2013